# Szattár Hamedáni
Szattár Hamedáni (perzsául: ستار همدانی; Tebriz, 1974. július 6. –) iráni labdarúgó-középpályás.